# Abbaye de Varensell
L'abbaye de Varensell (Abtei Unserer Lieben Frau) est une abbaye de religieuses bénédictines appartenant à la congrégation de Beuron. Elle se situe dans l'archi-diocèse de Paderborn en Westphalie orientale, près de Rietberg, dans l'arrondissement de Gütersloh.

## Histoire
L'abbaye a été fondée en 1902 par des bénédictines de l'Adoration perpétuelle du Très Saint Sacrement (OSBap) issues de l'abbaye de Maria Hamicolt, près de Dülmen. Elle accède au rang d'abbaye en 1948 et rejoint les bénédictines de la congrégation de Beuron en 1982.
L'église a été reconstruite en 1956 et sert aussi d'église paroissiale.
Les religieuses vivent d'artisanat, d'édition, de paramentique (confection de vêtements liturgiques) et de confection d'hosties. Elles reçoivent dans leur maison Saint-Benoît pour des retraites et des séminaires.

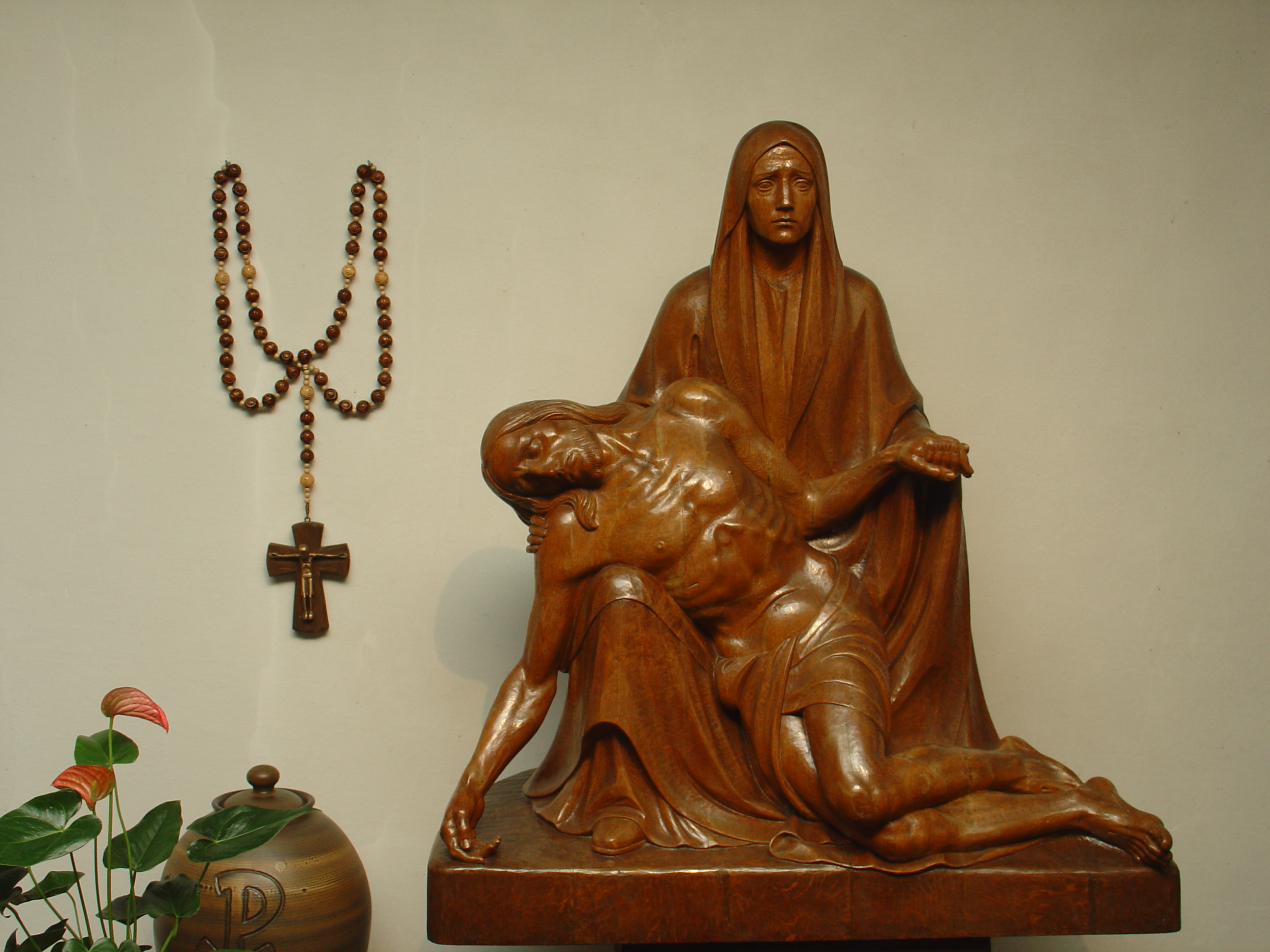
Pieta de l'église Sainte-Marie

## Abbesses
- RM prieure Johannes Baptist Pancratz (1902-1912)
- RM prieure Juliana Ellendorf (1912-1915)
- RM prieure Hedwig Lenders (1915-1935)
- RM prieure, puis abbesse en 1949, Juliana Tüte (1935-1972)
- RM abbesse Judith Frei (1975-2007)
- RM abbesse Angela Boddem (depuis 2007)